# Operació Reinhard
L'Operació Reinhard era el nom en clau que els nazis van donar al pla d'assassinar els jueus polonesos. L'engegada de l'Operació Reinhard era la fase inicial de l'Holocaust, anterior a les matances al Camp de concentració d'Auschwitz i és una conseqüència directa de la Conferència de Wannsee, organitzada per Adolf Eichmann el 20 de gener de 1942.
Reinhard Heydrich va ser un dels principals ideòlegs de l'Holocaust, encarregat per Heinrich Himmler el de 31 de juliol de 1941 per preparar l'anomenada solució final, un del eufemismes més brutals. Va començar planificar l'extermini en massa de milions de persones i va convocar la Conferència de Wannsee, el 20 gener de 1942 per presentar el seu projecte a tot el cim del partit i govern. El 4 de juny de 1942, Heydric havia mort de les conseqüències d'un atentat uns dies abans a Praga. L'operació es va batejar amb el seu nom de pila, tant una revenja com un «reconeixement honorari» pels nazis, pel seu paper fonamental en l'organització dels assassinats en massa i de l'opressió general a Europa.
Per a l'Operació Reinhard es van construir tres camps d'extermini amb cambres de gas: Treblinka, Sobibor i Belzec. Hi van ser exterminats almenys 1,7 milions de persones, que es van asfixiar amb els gasos d'escapament de motors diésel o es van emitzinar amb el gas Zyklon B, com es feia al camp de concentració d'Auschwitz.
L'Operació Reinhard es va dissenyar com un mètode més «humà» de portar a terme l'assassinat en massa, però només des del punt de vista dels assassins encarregats de matar les seves víctimes. Les execucions en massa amb rifles o metralladores tenien un efecte negatiu en l'estabilitat i en la consciència dels pelotons d'execució de les SS. En l'Operació Reinhard es feia servir gas per a matar gent i abstreure als seus botxins de l'acte de matar. Va ser l'inici d'una forma d'assassinat en massa industrialitzat sense precedents en la humanitat.
L'Operació Reinhard va durar fins a la fi de l'any 1942, després les operacions d'extermini van continuar a la resta dels camps de concentració al ritme burocràtic que permetia la Segona Guerra Mundial. S'estima que l'Operació Reinhard va assassinar un nombre d'1.700.000 de jueus i gitanos.